# Campagnac-lès-Quercy
Campagnac-lès-Quercy is een gemeente in het Franse departement Dordogne (regio Nouvelle-Aquitaine) en telt 293 inwoners (1999). De plaats maakt deel uit van het arrondissement Sarlat-la-Canéda.

## Geografie
De oppervlakte van Campagnac-lès-Quercy bedraagt 19,1 km², de bevolkingsdichtheid is 15,3 inwoners per km².
De onderstaande kaart toont de ligging van Campagnac-lès-Quercy met de belangrijkste infrastructuur en aangrenzende gemeenten.

## Demografie
Onderstaande figuur toont het verloop van het inwonertal (bron: INSEE-tellingen).